# EMMA エマ
『EMMA エマ』（原題:Emma.）は2020年に公開されたイギリスのドラマ映画である。監督はオータム・デ・ワイルド、主演はアニャ・テイラー＝ジョイが務めた。本作はジェイン・オースティンが1814年に発表した小説『エマ』を原作としている。ワイルドは長らく音楽業界でカメラマンとして活動してきたが、本作で映画監督デビューを果たした。
なお、本作の原題にピリオド「.」が付されているのは、本作が歴史ドラマ（period drama）であることを明示するためである。
本作は日本国内で劇場公開されなかったが、2021年5月1日よりiTunesでの配信が始まる予定である。

## 概略
エマ・ウッドハウスは裕福な家に生まれ育ち、美貌と教養を兼ね備えていた。そんなある日、エマは友人（ハリエット）の花婿探しに乗り出すが、事は彼女が思っていたようには進まなかった。
本作はエマがいくつかの挫折を通して精神的に成長していく姿を描き出す。

## キャスト
※括弧内は日本語吹替。
- アニャ・テイラー＝ジョイ - エマ・ウッドハウス（清水理沙）
- ジョニー・フリン - ジョージ・ナイトリー（加瀬康之）
- ビル・ナイ - ミスター・ウッドハウス（野島昭生）
- ミア・ゴス - ハリエット・スミス（渡谷美帆）
- ミランダ・ハート - ミス・ベイツ（相田さやか）
- ジョシュ・オコナー - ミスター・エルトン（近松孝丞）
- カラム・ターナー - フランク・チャーチル（時永ヨウ）
- ルパート・グレイヴス - ミスター・ウェストン（志村知幸）
- ジェマ・ウィーラン - ミセス・ウェストン（加納千秋）
- アンバー・アンダーソン - ジェーン・フェアファクス（鹿野真央）
- ターニャ・レイノルズ - ミセス・エルトン（伊藤静）
- コナー・スウィンデルズ - ロバート・マーティン（露崎亘）
- オリヴァー・クリス - ジョン・ナイトリー

## 製作
2018年10月25日、アニャ・テイラー＝ジョイが本作の出演交渉に臨んでいると報じられた。12月20日、ジョニー・フリンの起用が発表された。2019年3月19日、本作の主要撮影が始まった。21日、ビル・ナイ、ミア・ゴス、カラム・ターナー、ミランダ・ハート、ジェマ・ウィーランがキャスト入りした。11月21日、イソベル・ウォーラー＝ブリッジが本作で使用される楽曲を手掛けることになったとの報道があった。2020年2月14日、バック・ロット・ミュージックが本作のサウンドトラックを発売した。

## 公開・マーケティング
2019年11月21日、本作のティーザー・トレイラーが公開された。12月16日、本作のオフィシャル・トレイラーが公開された。
2020年3月中旬、アメリカで新型コロナウイルスが流行したため、多数の映画館が閉鎖されるという事態が発生した。そのため、配給元のユニバーサル・ピクチャーズは20日に本作のデジタル配信を開始した。

## 評価
本作は批評家から絶賛されている。映画批評集積サイトのRotten Tomatoesには98件のレビューがあり、批評家支持率は88%、平均点は10点満点で7.01点となっている。サイト側による批評家の見解の要約は「古典となっている原作小説の精神を丸ごと把捉したという点においては、他の映画化作品の中に『EMMA エマ』よりも優れた作品があるかもしれない。しかし、ジェイン・オースティンの小説のファンは同作を大いに楽しめるはずである。」となっている。また、Metacriticには30件のレビューがあり、加重平均値は68/100となっている。
本作での演技によって、アニャ・テイラー＝ジョイは第78回ゴールデングローブ賞の主演女優賞 (ミュージカル・コメディ部門)にノミネートされた。